# The King of Marvin Gardens
The King of Marvin Gardens é um filme norte-americano de 1972 do gênero drama dirigido por Bob Rafelson. É mais uma colaboração entre o diretor e Jack Nicholson, que já haviam trabalhado juntos em Head (1968) bem como no filme de culto Five Easy Pieces (1970). A maior parte do filme é ambientada em uma cidade invernal em Atlantic City, Nova Jersey, com a cinematografia de László Kovács. 
O título do filme é explicado em uma cena como referência ao jogo Monopólio que os irmãos protagonistas jogavam quando eram crianças. Mas o nome da rua citada de Atlantic City na verdade seria Marven Gardens e não Marvin Gardens.

## Elenco Principal
- Jack Nicholson...David Staebler
- Ellen Burstyn...Sally
- Bruce Dern...Jason Staebler
- Julia Anne Robinson...Jessica
- Scatman Crothers...Lewis
- John P. Ryan...Surtees